# Ладіслав Олійник
Ладіслав Олійник (чеськ. Ladislav Olejník; 8 квітня 1932, Брно, Чехословацька Республіка — 7 червня 2022, Бад-Наугайм, Німеччина) — чехословацький хокеїст і тренер. Останні роки проживав у німецькому місті Бад-Наугайм.

## Кар'єра гравця
У 1950-х і 60-х років Ладіслав був одним з провідних гравців Чехословаччини. Провів 38 матчів у складі збірної Чехословаччини, у складі клубу «Руда Гвезда» (клуб змінював назву на ЗКЛ) одинадцять разів ставав чемпіоном Чехословаччини. Усього в чемпіонаті Чехословаччини провів 372 гри, набрав 113 очок (49 + 64).

## Клубна статистика
| Сезон                      | Клуб                       | Ліга                       | Регулярний сезон | Регулярний сезон | Регулярний сезон | Регулярний сезон | Регулярний сезон | Плей-оф | Плей-оф | Плей-оф | Плей-оф | Плей-оф |
| Сезон                      | Клуб                       | Ліга                       | І                | Г                | П                | О                | ШХ               | І       | Г       | П       | О       | ШХ      |
| -------------------------- | -------------------------- | -------------------------- | ---------------- | ---------------- | ---------------- | ---------------- | ---------------- | ------- | ------- | ------- | ------- | ------- |
| 1950/1951                  | ХК «Брно»                  | ЧХЛ                        | 14               | 1                | 0                | 1                | —                | —       | —       | —       | —       | —       |
| 1951/1952                  | ХК «Брно»                  | ЧХЛ                        | 10               | 0                | 0                | 0                | —                | —       | —       | —       | —       | —       |
| 1952/1953                  | ХК «Брно»                  | ЧХЛ                        | 16               | 2                | 0                | 2                | —                | —       | —       | —       | —       | —       |
| 1953/1954                  | «Руда Гвезда»              | ЧХЛ                        | 15               | 2                | 2                | 4                | —                | —       | —       | —       | —       | —       |
| 1954/1955                  | «Руда Гвезда»              | ЧХЛ                        | 17               | 0                | 1                | 1                | —                | —       | —       | —       | —       | —       |
| 1955/1956                  | «Руда Гвезда»              | ЧХЛ                        | 17               | 2                | 1                | 3                | —                | —       | —       | —       | —       | —       |
| 1956/1957                  | «Руда Гвезда»              | ЧХЛ                        | 20               | 1                | 2                | 3                | —                | —       | —       | —       | —       | —       |
| 1957/1958                  | «Руда Гвезда»              | ЧХЛ                        | 0                | 0                | 0                | 0                | —                | —       | —       | —       | —       | —       |
| 1958/1959                  | «Руда Гвезда»              | ЧХЛ                        | 21               | 1                | 3                | 4                | —                | —       | —       | —       | —       | —       |
| 1959/1960                  | «Руда Гвезда»              | ЧХЛ                        | 22               | 6                | 3                | 9                | —                | —       | —       | —       | —       | —       |
| 1960/1961                  | «Руда Гвезда»              | ЧХЛ                        | 32               | 5                | 9                | 14               | —                | —       | —       | —       | —       | —       |
| 1961/1962                  | «Руда Гвезда»              | ЧХЛ                        | 31               | 6                | 5                | 11               | —                | —       | —       | —       | —       | —       |
| 1962/1963                  | ЗКЛ                        | ЧХЛ                        | 32               | 1                | 11               | 12               | —                | —       | —       | —       | —       | —       |
| 1963/1964                  | ЗКЛ                        | ЧХЛ                        | 32               | 9                | 11               | 20               | —                | —       | —       | —       | —       | —       |
| 1964/1965                  | ЗКЛ                        | ЧХЛ                        | 29               | 5                | 6                | 11               | —                | —       | —       | —       | —       | —       |
| 1965/1966                  | ЗКЛ                        | ЧХЛ                        | 33               | 5                | 6                | 11               | —                | —       | —       | —       | —       | —       |
| 1966/1967                  | ЗКЛ                        | ЧХЛ                        | 31               | 3                | 4                | 7                | —                | —       | —       | —       | —       | —       |
| Чехословацька хокейна ліга | Чехословацька хокейна ліга | Чехословацька хокейна ліга | 372              | 49               | 64               | 113              | —                | —       | —       | —       | —       | —       |

## Кар'єра тренера
Після закінчення кар'єри гравця, Олійник у 1968 році очолив клуб Бад Тельц, став бронзовим призером чемпіонату ФРН, а наступного сезону виграв срібні нагороди. Бронзові нагороди він виграв і у новому клубі «Бад-Наухайм» у 1974 році, це найкраще місце в історії команди в Бундеслізі. У 1978 році очолює молодіжну збірну ФРН, яка під його керівництвом посідає 7 місця на чемпіонатах світу серед молодіжних команд 1978 та 1979 років.
Влітку 1980 року Ладіслав Олійник очолив «Маннхаймер ЕРК». Стає срібним призером у 1982, 1983, 1985 та 1987 роках, бронзовим призером у 1981, 1984 та 1988 роках. У 1989 році, Олійник очолив «Айнтрахт» (Франкфурт-на-Майні), клуб посів 6 місце, що є найкращим результатом в історії клубу. Наступного сезону клуб посідає 7 місце, а її форвард Їржі Лала став найкращим бомбардиром чемпіонату. Ладіслав по закінченні сезону покинув «Айнтрахт» через фінансові проблеми у клубі.
У 1990 році в тандемі з Еріхом Кюнгаклем є одним із тренерів національної збірної Німеччини. На чемпіонаті світу 1991 року збірна Німеччини посіла останнє 8 місце але зберегла прописку у зв'язку з розширенням Група А до 12 збірних. Олійник відмовився від посади тренера у збірній на користь клубу, він очолює ХК «Фрайбург». Клуб у 1992 році в регулярному чемпіонаті посів 5 місце, це найбільший успіх в історії ХК «Фрайбурга». В плей-оф поступились у чвертьфінальній серії БСК «Пройзен» 1:3. У січні 1993 року покинув посаду головного тренера ХК «Фрайбург» та очолив ХК Ратінген, але був звільнений через деякий час. У 1998 — 2005 роках Ладіслав Олійник тренував молодіжну команду ХК «Бад-Наухайм».

## Нагороди
Через його заслуги перед німецьким хокеєм Ладіслав Олійник був включений до Залу хокейної слави Німеччини.